# Cantone di Gleizé
Il cantone di Gleizé è una divisione amministrativa, situato nel dipartimento del Rodano dell'arrondissement di Villefranche-sur-Saône.
A seguito della riforma approvata con decreto del 27 febbraio 2014, che ha avuto attuazione dopo le elezioni dipartimentali del 2015, è passato da 14 a 15 comuni.

## Composizione
I 14 comuni facenti parte prima della riforma del 2014 erano:
- Arnas
- Blacé
- Cogny
- Denicé
- Gleizé
- Lacenas
- Limas
- Montmelas-Saint-Sorlin
- Le Perréon
- Rivolet
- Saint-Cyr-le-Chatoux
- Saint-Julien
- Salles-Arbuissonnas-en-Beaujolais
- Vaux-en-Beaujolais

Dal 2015 i comuni appartenenti al cantone sono i seguenti 15:
- Arnas
- Blacé
- Denicé
- Gleizé
- Lacenas
- Limas
- Montmelas-Saint-Sorlin
- Le Perréon
- Rivolet
- Saint-Cyr-le-Chatoux
- Saint-Étienne-des-Oullières
- Saint-Georges-de-Reneins
- Saint-Julien
- Salles-Arbuissonnas-en-Beaujolais
- Vaux-en-Beaujolais